# John Creswell

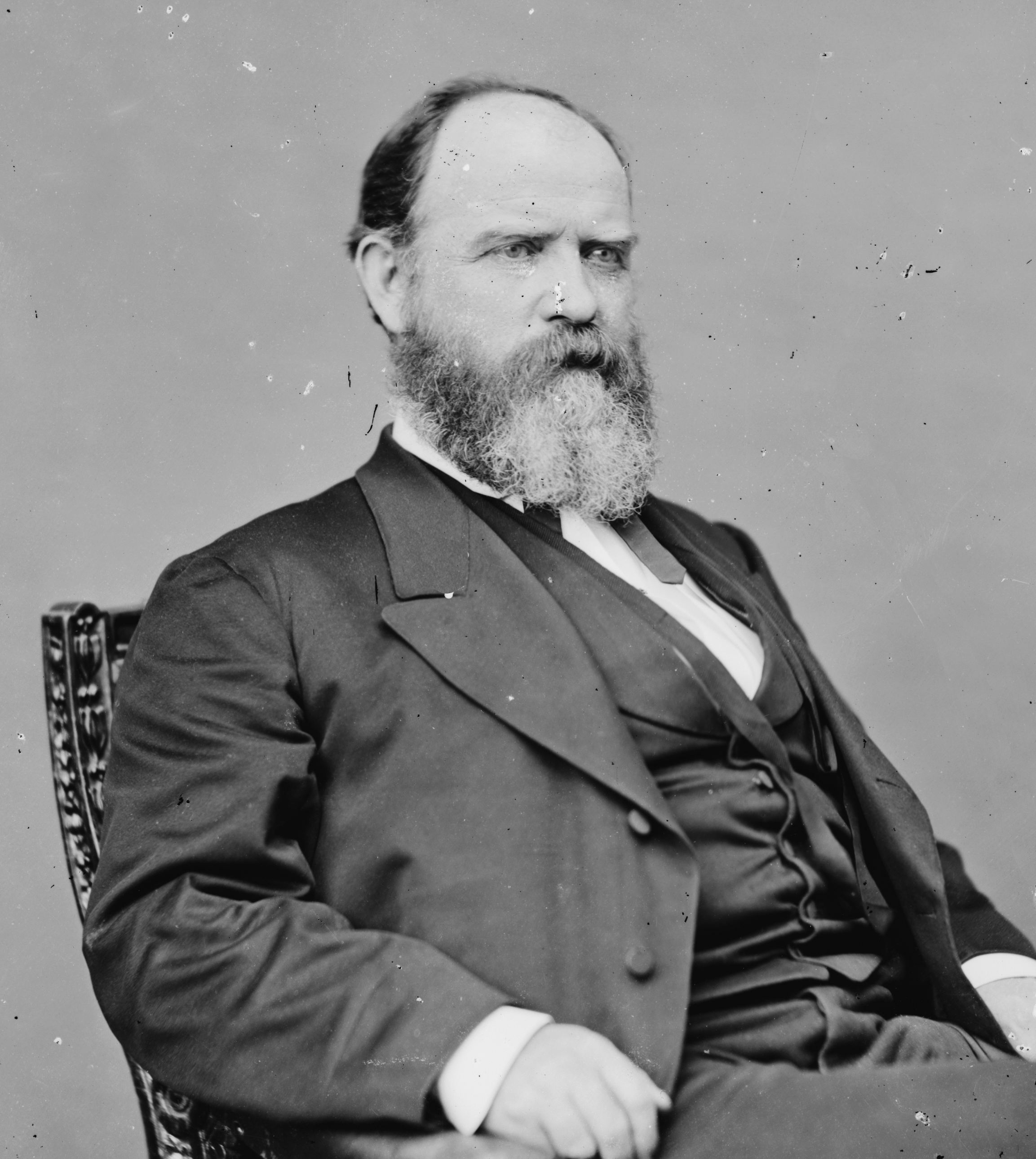
John Creswell

John Angel James Creswell, född 18 november 1828 i Cecil County, Maryland, död 23 december 1891 i Cecil County, Maryland, var en amerikansk politiker. Han representerade delstaten Maryland i båda kamrarna av USA:s kongress, först i representanthuset 1863-1865 och sedan i senaten 1865-1867. Han tjänstgjorde som USA:s postminister i Ulysses S. Grants kabinett 1869-1874.
Creswell utexaminerades 1848 från Dickinson College i Pennsylvania. Han studerade sedan juridik och inledde 1850 sin karriär som advokat i Maryland. Han gick med i Whigpartiet och bytte senare parti till Republikanska partiet.
Creswell efterträdde 1863 John W. Crisfield som kongressledamot. Senator Thomas Holliday Hicks avled 1865 i ämbetet och efterträddes av Creswell. Philip Francis Thomas valdes 1867 till Creswells efterträdare men senaten nekade honom tillträde. Mandatet förblev sedan vakant fram till 1868 då valet av George Vickers godkändes av senaten.
Creswell efterträdde 1869 Alexander Randall som Postmaster General, postminister och chef för postverket. Han efterträddes 1874 av James William Marshall.
Creswell avled 1891 och gravsattes på Elkton Presbyterian Cemetery i Elkton, Maryland.